# Augusta Chiwy
Augusta Chiwy, née au Burundi le 3 juin 1921 et morte à Jette, le 23 août 2015, est une infirmière belge qui a servi en tant que volontaire pendant le siège de Bastogne en 1944, lors de la Seconde Guerre mondiale.

## Biographie
Augusta Chiwy est née en 1921 à Mubavu au Burundi, fille d'un vétérinaire de Bastogne et de son épouse d'origine burundaise. La famille rentre en Belgique quand Augusta a neuf ans. En 1940, elle est alors âgée de 19 ans, elle poursuit une formation d'infirmière à Louvain.
Le 16 décembre 1944, à la demande de son père, elle retourne à Bastogne.
Après la guerre, Augusta travaille comme infirmière dans un hôpital spécialisé dans les problèmes liés à la moelle épinière.Elle se marie et a deux enfants.
Elle parle peu de son expérience durant le siège, et dans certaines relations historiques de la bataille, elle est supposée avoir péri durant les combats. En 1994, elle a le plaisir de revoir John Prior lors des commémorations du 50e anniversaire de l'offensive des Ardennes.
L'historien britannique Martin King, lors de ses recherches pour son livre Voices of the bulge (Voix des Ardennes), parvient finalement à la retrouver dans une maison de retraite près de Bruxelles. Il l'écoute raconter ce qu'elle a vécu, et la révèle à l'attention publique.
L'écrivain Stephen Ambrose lui fait référence en passant dans son livre Band of Brothers, sous le nom de "Anna".

## Seconde Guerre mondiale
Augusta Chiwy souhaite initialement devenir institutrice mais, venue à Bastogne afin de célébrer la fête de Noël, elle est surprise par l' offensive allemande de décembre 1944. C'est en effet ce même 16 décembre que les Allemands lancent leur offensive à travers les Ardennes. La ville est alors encerclée quelques jours après son arrivée. Après avoir aidé son oncle médecin, elle s'engage comme infirmière volontaire au sein d'un hôpital de fortune du 20e bataillon d'infanterie blindée US appartenant alors à la 10e division blindée. Cette antenne de secours est dirigée par John Prior.
Malgré l'absence de moyens, Augusta soigne de nombreux soldats américains engagés dans la bataille des Ardennes tout comme les civils belges piégés dans la ville encerclée.
Situé rue de Neufchâteau, ce poste de premier secours est touché le 24 décembre 1944 par un obus. Sa meilleure amie et infirmière volontaire comme elle, Renée Lemaire, ainsi que plus de 30 patients sont tués. Augusta, qui se trouvait alors dans un bâtiment adjacent ainsi que le docteur Prior, est projetée à travers un mur, mais s'en sort vivante. Elle continue à s'occuper des blessés jusqu'à la fin du siège.
En 2015, Searching for Augusta: The Forgotten Angel of Bastogne, un documentaire consacré à Augusta Chiwy et produit par Martin King, reçoit l'Emmy Award du meilleur film documentaire historique.

## Décorations
Le 12 décembre 2011, le général-major américain Michelle Johnson lui remet la Médaille du mérite civil pour mission humanitaire (en) au nom du commandant suprême des forces alliées en Europe (SACEUR), le général américain John Stavridis, et en présence de l'ambassadeur des États-Unis en Belgique, Howard Gutman.
Le 24 juin 2011, le ministre de la Défense belge Pieter De Crem lui remet le titre et la décoration de Chevalier de l'Ordre de la Couronne sur décision du roi Albert II.
Le 21 mars 2014, Augusta Chiwy est faite Citoyenne d'Honneur de la ville de Bastogne.

## Mort
Augusta est décédée le 23 août 2015 près de Bruxelles.

## Documentaire
Le personnage d'Augusta Chiwy apparaît dans la série Band of Brothers (saison 1 - épisode 6). Son rôle est interprété par Rebecca Okot tandis que Renée Lemaire interprétée par Lucie Jeanne. La série est créée par Steven Spielberg et Tom Hanks.